# Jadwiga Smosarska
Jadwiga Filipina Smosarska (Varsavia, 23 settembre 1898 – Varsavia, 1º novembre 1971) è stata un'attrice polacca.
È apparsa in più di 25 film tra il 1919 e il 1937, oltre a varie produzioni teatrali.

## Biografia
Smosarska divenne famosa in Polonia negli anni '20 diventando una delle star principali dello Sfinks Film Studio dopo che Pola Negri lasciò il paese per la Germania.Fuggì da Varsavia nel 1939, cercando rifugio in Lituania per poi arrivare negli Stati Uniti attraverso la Scandinavia. Sebbene abbia tentato di avviare una carriera a Hollywood, il suo accento si è rivelato una sfida troppo impegnativa per i registi americani.  Nel 1954 visitò alcune parti del Canada per aiutare a raccogliere fondi per gli immigrati polacchi. Rimase negli Stati Uniti fino al 1970, prima di ritornare a vivere l'ultimo anno della sua vita in Polonia.

## Filmografia

### Cinema
- Dla szczęścia, regia di Aleksander Hertz - cortometraggio (1919)
- Bohaterstwo polskiego skauta, regia di Richard Boleslawski (1920)
- Cud nad Wisłą, regia di Richard Boleslawski (1921)
- Strzał, regia di Danny Kaden e Wladyslaw Lenczewski (1922)
- Kizia-Mizia, regia di Henryk Bigoszt (1922)
- Tajemnica przystanku tramwajowego, regia di Jan Kucharski (1922)
- Niewolnica miłości, regia di Jan Kucharski, Stanislaw Szebego e Adam Zagórski (1923)
- O czym się nie mówi, regia di Edward Puchalski (1924)
- Iwonka, regia di Emil Chaberski (1925)
- Trędowata, regia di Boleslaw Mierzejewski e Edward Puchalski (1926)
- Uśmiech losu, regia di Ryszard Ordynski (1927)
- Ziemia obiecana, regia di Zbigniew Gniazdowski e Aleksander Hertz (1927)
- Tajemnica starego rodu, regia di Zbigniew Gniazdowski (1928)
- Grzeszna miłość, regia di Zbigniew Gniazdowski e Mieczyslaw Krawicz (1929)
- Verso la Siberia (Na Sybir), regia di Henryk Szaro (1930)
- Rok 1914, regia di Henryk Szaro (1932)
- Księżna Łowicka, regia di Mieczyslaw Krawicz e Janusz Warnecki (1932)
- Prokurator Alicja Horn, regia di Marta Flantz e Michał Waszyński (1933)
- Czy Lucyna to dziewczyna?, regia di Juliusz Gardan (1934)
- Dwie Joasie, regia di Mieczyslaw Krawicz (1935)
- Jadzia, regia di Mieczyslaw Krawicz (1936)
- Barbara Radziwiłłówna, regia di Joseph Lejtes (1936)
- Skłamałam, regia di Mieczyslaw Krawicz (1937)
- Ułan Księcia Józefa, regia di Konrad Tom (1937)